# Vanessa Matz
Pour les articles homonymes, voir Matz (homonymie).
Vanessa Matz, née le 12 août 1973 à Liège est une femme politique belge, membre des Engagés. 
En février 2025, elle est nommée ministre de l’Action et de la Modernisation publiques, chargée des Entreprises publiques, de la Fonction publique, de la Gestion immobilière de l’État, du Numérique et de la Politique scientifique à la suite de la formation du gouvernement De Wever.  

## Enfance et études
Vanessa M.A. Matz naît le 12 août 1973 à Liège. En 1996, elle obtient une licence en droit de l'université de Liège et devient juriste,.

## Carrière politique

### Début à Aywaille
Elle commence sa carrière politique au sein du Centre démocrate humaniste (cdH) et est élue conseillère communale d'Aywaille lors des élections communales de 1994,. En 1997, elle devient échevin de la même commune, poste où elle est réélue en 2000, 2006 et qu'elle occupe jusqu'en 2012. Elle est néanmoins réelue au conseil communal d'Aywaille aux élections de 2012 et le quitte en 2018,,. 

### Ascension au sein du cdH
En 2004, elle devient secrétaire politique du groupe cdH au Parlement wallon et puis directrice politique de son parti entre 2006 et 2007.
Elle occupe, durant une courte période, entre 2007 et 2008, le poste de chef de cabinet du ministre de l'Emploi Josly Piette,,.

### Sénatrice cooptée et députée fédérale
En 2008, elle devient sénatrice cooptée et en 2009, est élue directement en remplacement d'Anne Delvaux,. L'année suivante, en 2010, à la suite des élections législatives fédérales, elle rempile au sénat,.
En 2014, elle est élue députée à la Chambre des représentants à la suite des élections législatives fédérales et est réelue en 2019 et 2024,,. En juillet 2024, elle préside le groupe Les Engagés à la Chambre des représentants.

### Ministre au fédéral
En février 2025, Vanessa Matz est nommée ministre des Entreprises publiques, de la Régie des bâtiments, du numérique et de la Politique scientifique à la suite de la formation du gouvernement De Wever. Elle prête serment le 3 février 2025. Députée fédérale, elle est remplacée par le suppléant Simon Dethier, échevin à la ville de Malmedy, après le refus de la suppléante Carine Clotuche, échevine à la ville de Liège.

## Distinctions
- Officier de l'ordre de Léopold (2024)[2]